# Liste des épisodes de Marvel Action: Spider-Man
Pour un article plus général, voir Liste des épisodes de Spider-Man.
La liste des épisodes de Marvel Action: Spider-Man est une liste de comic books autour du personnage de Spider-Man.

## Marvel Action: Spider-Man

### Volume 1 (2018 - 2019)
| Numéro | Scénariste        | Dessinateur       | Date de publication |
| --- | ----------------- | ----------------- | ------------------- |
| |                   |                   |                     |
| 1 | Delilah S. Dawson | Fico Ossio        | Novembre 2018       |
| Peter Parker a seize ans. Il est devenu Spider-Man il y a quelque temps. Il vient d'obtenir un stage au Daily Bugle, où il rencontre Miles Morales et Gwen Stacy. Leur discussion est interrompue car une sorte de chien mutant enragé terrorise les passants dans la rue. Dans une ruelle, Spidey se rend compte que Miles se bat très bien contre le chien mutant. Gwen prend des photos pour le Bugle. |                   |                   |                     |
| |                   |                   |                     |
| 2 | Delilah S. Dawson | Fico Ossio        | Décembre 2018       |
| Miles Morales a récemment obtenu des pouvoirs d'araignée. Peter, qui est mis en binôme avec lui pour son stage au Bugle, lui avoue son identité secrète ; Miles fait de même. Ils se retrouvent en costume le soir même pour enquêter sur les chiens mutants. Ils font un reportage qui permet d'attirer l'attention de Robbie Robertson. |                   |                   |                     |
| |                   |                   |                     |
| 3 | Delilah S. Dawson | Fico Ossio        | Janvier 2019        |
| Les deux Spider-Men se retrouvent une nuit sur les docks pour enquêter sur le docteur Connors, qui travaille dans un étrange laboratoire clandestin. Gwen Stacy, dans le costume de Ghost Spider, les suit et apprend leur identité secrète. Tout comme Peter et Miles, elle participe au stage du Bugle car le jeune journaliste qui sera choisi par la rédaction pourra rencontrer Tony Stark, ce dont elle a besoin pour lui demander des conseils. A la Stark Tower, Tony Stark dit à Pepper Potts qu'il a fait exprès d'inviter Peter, Gwen et Miles au stage, afin qu'ils se rencontrent.                                    |                   |                   |                     |
| |                   |                   |                     |
| 4 | Erik Burnham      | Christopher Jones | Février 2019        |
| Peter, Gwen et Miles étudiant dans des lycées différents, ils gardent contact grâce à une application de messagerie en ligne. Peter arrive en retard à un discours de J. Jonah Jameson à son lycée, qui est interrompu par l'arrivée du Looter. Spider-Man réussit à le battre, et se rend compte qu'il n'y serait pas arrivé s'il n'avait pas eu ses projecteurs de toile. Il décide d'en fabriquer deux et d'en donner à Miles et à Gwen. Jameson, humilié par Spidey lors de son discours, recrute Kraven le Chasseur pour s'en débarrasser.                                                                                    |                   |                   |                     |
| |                   |                   |                     |
| 5 | Erik Burnham      | Christopher Jones | Mars 2019           |
| A cause de son activité nocturne, Gwen rate une répétition de son équipe de musique. Pendant ce temps, Jameson fait venir Kraven à New York. Il se lance en chasse des trois Araignées et attend que chacune d'entre elles soit seule pour l'attaquer. Grâce à un gaz soporifique, il capture Miles, puis Gwen. |                   |                   |                     |
| |                   |                   |                     |
| 6 | Erik Burnham      | Christopher Jones | Mai 2019            |
| Miles et Gwen réussissent à se libérer tandis que Spidey se bat contre Kraven. Ils s'occupent de la femme de Kraven, Ana, et de son fils, Alyosha. Une fois battus, ils vont manger dans un restaurant pour fêter leur coopération. |                   |                   |                     |
| |                   |                   |                     |
| 7 | Delilah S. Dawson | Fico Ossio        | Juin 2019           |
| Alors qu'ils sont en vadrouille dans la ville, les Araignées arrêtent un cambrioleur plein de ressources, qui se trouve être, selon la police, le célèbre voleur Walter Hardy. Lorsque la photo de l'arrestation d'Hardy est publiée dans le Bugle, sa fille, Felicia Hardy, décide d'enfiler son costume de Chatte Noire pour trouver les Araignées. Elle les bat à plate couture. Alors qu'ils réfléchissent à leur échec, Peter sermonne ses amis. Vexés par ses critiques, Gwen et Miles le quittent. |                   |                   |                     |
| |                   |                   |                     |
| 8 | Delilah S. Dawson | Fico Ossio        | Septembre 2019      |
| La malchance s'abat sur Peter, Gwen et Miles depuis leur rencontre avec la Chatte Noire. Gwen fait partir un feu dans son appartement par mégarde, et est punie par son père. Miles casse la clavicule de son ami Ganke Lee. Spidey se retrouve donc seul lorsque la Chatte Noire libère des tigres du zoo de New York. Les Araignées se rabibochent et, grâce aux talents en informatique de Ganke, apprennent que la Chatte est liée à Walter Hardy. |                   |                   |                     |
| |                   |                   |                     |
| 9 | Delilah S. Dawson | Fico Ossio        | Octobre 2019        |
| Les Araignées décident d'un plan pour arrêter la Chatte Noire. Ils l'emmènent en prison, où ils retrouvent Walter Hardy. Les Araignées se rabibochent. Gwen trouve un travail au Coffee Bean. |                   |                   |                     |
| |                   |                   |                     |
| 10 | Delilah S. Dawson | Davide Tinto      | Octobre 2019        |
| Alors que Peter est dans les gradins pour assister à un match de football américain de son lycée, il découvre sur le site internet du Bugle qu'un nouveau Spider-Man, dans le costume est noir, est recherché pour avoir détruit un laboratoire. Le soir, Gwen met son costume et, après une enquête, se rend chez Eddie Brock. L'individu est un ancien journaliste raté, qui répandait des théories du complot au sujet d'invasions aliens sur le net. Elle découvre qu'il est le Spider-Man au costume noir qui a été aperçu récemment.                                                                                         |                   |                   |                     |
| |                   |                   |                     |
| 11 | Delilah S. Dawson | Davide Tinto      | Novembre 2019       |
| Gwen, Miles et Peter suivent Eddie Brock pendant la nuit. Il va attaquer un docteur qui se trouve être le docteur Octopus. Ils se battent et Octopus provoque une explosion. Venom s'allie aux Araignées et ils mènent l'enquête ensemble. |                   |                   |                     |
| |                   |                   |                     |
| 12 | Delilah S. Dawson | Davide Tinto      | Décembre 2019       |
| Venom, Ghost Spider et les deux Spider-Man se coalisent contre le docteur Octopus, qui prépare un plan maléfique pour asservir tout New York. Ils réussissent à le battre mais Miles doit électrocuter Venom pour qu'il ne tue pas Octopus. Une fois battus, Gwen, Peter et Miles quittent Eddie Brock, qui rentre chez lui. Sur le toit d'un immeuble, alors qu'ils apprennent qu'ils ont tous les trois perdu le concours du Bugle et qu'ils ne pourront pas avoir la chance d'interviewer Tony Stark, Iron Man arrive derrière eux et les félicite. Il leur donne un conseil sur la manière d'être un bon super-héros, et part. |                   |                   |                     |
| |                   |                   |                     |

### Volume 2 (2020)
| Numéro | Scénariste     | Dessinateur | Date de publication |
| --- | -------------- | ----------- | ------------------- |
| |                |             |                     |
| 1 | Brandon Easton | Fico Ossio  | Janvier 2020        |
| Le Shocker est libre à nouveau, et il utilise son gant à vibrations pour faire s'effondrer un immeuble de bureaux en plein New York. Miles, Peter et Gwen enfilent leur costume pour sauver des new-yorkais coincés dans l'immeuble. Ghost Spider, sauve un jeune homme qui se présente comme Harry Osborn. Peter et Gwen doivent se préparer à l'examen d'entrée pour Empire State University. Miles se sent inférieur à ses comparses, mais ne veut pas leur dire. Alors qu'il rentre chez lui en costume, il découvre l'antre du Shocker. |                |             |                     |
| |                |             |                     |
| 2 | Brandon Easton | Fico Ossio  | Février 2020        |
| Les deux Spider-Man et Ghost Spider traquent le Shocker dans la ville en suivant ses vibrations. Ils ne réussissent pas à l'arrêter. |                |             |                     |
| |                |             |                     |
| 3 | Brandon Easton | Fico Ossio  | Octobre 2020        |
| Miles se bat contre le Shocker, mais il ne réussit pas à l'arrêter. Un peu déprimé, Miles trouve de l'aide en Peter et Gwen pour défaire le criminel, mais ils apprennent qu'il s'agit de Schultz, un proche de Miles. Il est emprisonné. |                |             |                     |
| |                |             |                     |
| 4 | Brandon Easton | Fico Ossio  | Décembre 2020       |
| Les Araignées doivent se battre contre le Scorpion. |                |             |                     |

- Cet article est partiellement ou en totalité issu de l'article intitulé « Liste des épisodes de Spider-Man » (voir la liste des auteurs).